# Muramatsu Yukinori
Yukinori Muramatsu (sinh ngày 13 tháng 6 năm 1969) là một cầu thủ bóng đá người Nhật Bản.

## Sự nghiệp câu lạc bộ
Yukinori Muramatsu đã từng chơi cho Urawa Reds.